# Riera de Nespres
La riera de Nespres o riera de Mura o riera de Sant Esteve o riu Nèspola com denominació històrica es una riera de la comarca del Bages que té els seus orígens en els vessants nord-occidentals del Montcau. Es forma per la confluència de dos torrents: el torrent d’Estenalles i el torrent de les Llosades.

## Geografia
La riera es dirigeix cap a l’oest i passa a tocar dels nuclis de Mura i de Rocafort. Desguassa al Llobregat, prop del Pont de Vilomara. La riera de Talamanca n'és l'afluent més destacat, a la qual desguassa prop de l'església de Sant Esteve de Vilarasa.
La riera rep el nom de riera de Nespres al seu pas per el municipi de Mura, mentre que al terme de Rocafort rep el nom de riera de Mura i al seu tram final es denomina riera de Sant Esteve.
La riera de Nespres és un corrent d'aigua que depèn molt de la pluja, tot i que generalment tot l'any té aigua. En el seu recorregut talla una sèrie de roca sedimentària i conglomerats eocènics. Té diversos salts d’aigua i descriu nombrosos meandres amb una vegetació prou exuberant.

## Història
La història de la riera es remunta a l'Edat Mitjana, quan els molins edificats al seu costat utilitzaven l'impuls de l'aigua. El  molí del Mig de Mura n’és un dels més antics, que ja surt documentat a principis del segle XI. En "l'Spèculo del Monestir de Sant Llorenç del Munt" (inventari de les escriptures de vendes i drets dels monestir) hi ha un document de l'any 1055 on consta una concessió feta per l'Abat del monestir d'una casa, que es troba al costat del riu Nèspola. És la primera vegada que s'esmenta la riera.